# Contea di Pierce (Washington)
La contea di Pierce (in inglese Pierce County) è una contea dello Stato di Washington, negli Stati Uniti. La popolazione al censimento del 2000 era di 744 000 abitanti. Il capoluogo di contea è Tacoma.

## Geografia
La contea si trova nel centro-ovest dello Stato e si affaccia sullo stretto di Puget. Oltre allo stretto, comprende la regione a ovest della Catena delle Cascate e a est dei monti Olimpici. Nella contea si trova il punto più alto dello Stato, il monte Rainer. La contea comprende parte delle riserve Nisqually e Puyallup. Include, inoltre, il Parco nazionale del Monte Rainier.

### Contee confinanti
- Contea di King — nord
- Contea di Kittitas — nord-est
- Contea di Yakima — est
- Contea di Lewis — sud
- Contea di Thurston — ovest
- Contea di Mason — nord-ovest
- Contea di Kitsap — nord-ovest

## Storia
La contea fu creata da parte della contea di Thurston nel 1852 dal Territorio dell'Oregon e fu chiamata così in onore del presidente Franklin Pierce.

## Comuni

### Cities
- Auburn (parte)
- Bonney Lake
- Buckley
- DuPont
- Edgewood
- Fife
- Fircrest
- Gig Harbor
- Lakewood
- Milton (parte)
- Orting
- Pacific (parte)
- Puyallup
- Roy
- Ruston
- Sumner
- Tacoma (capoluogo)
- University Place

### Towns
- Carbonado
- Eatonville
- South Prairie
- Steilacoom
- Wilkeson

### Census-designated places
- Alder
- Alderton
- Anderson Island
- Artondale
- Ashford
- Browns Point
- Canterwood
- Clear Lake
- Clover Creek
- Crocker
- Dash Point
- Elbe
- Elk Plain
- Fife Heights
- Fort Lewis
- Fox Island
- Frederickson
- Graham
- Greenwater
- Herron Island
- Home
- Kapowsin
- Ketron Island
- Key Center
- La Grande
- Lake Tapps
- Longbranch
- Maplewood
- McChord AFB
- McKenna
- McMillin
- Midland
- North Fort Lewis
- North Puyallup
- Parkland
- Prairie Heights
- Prairie Ridge
- Purdy
- Raft Island
- Rosedale
- South Creek
- South Hill
- Spanaway
- Stansberry Lake
- Summit
- Summit View
- Vaughn
- Waller
- Wauna
- Wollochet

## Amministrazione
| Anno | Repubblicani  | Democratici   |
| ---- | ------------- | ------------- |
| 2008 | 54,9% 181 824 | 42,8% 141 673 |
| 2004 | 50,5% 158 231 | 48,1% 150 783 |
| 2000 | 51,4% 138 249 | 44,1% 118 431 |
| 1996 | 50,6% 120 893 | 37,4% 89 295  |
| 1992 | 42,4% 102 243 | 32,1% 77 410  |
| 1988 | 49,7% 96 688  | 48,4% 94 167  |